# Лав Згур
Лав Згур је био византијски великаш. Био је ожењен Евдокијом Анђел.
Био је грчки независни господар на североистоку Пелопонеза почетком 13. века. Потомак магнатске породице Згур, наследио је свог оца као наследни господар у региону Науплије. Искористивши сметње изазване Четвртим крсташким ратом, постао је независтан, један од неколико локалних владара који су се појавили широм Византијског царства током последњих година династије Анђел. Проширио је своју област на Коринтију и Централну Грчку, оженивши се ћерком бившег византијског цара Алексија III Анђела (1195–1203). Његова освајања су, међутим, била кратког века, пошто су га крсташи натерали да се врати на Пелопонез. Блокиран у свом упоришту на Акрокоринту, извршио је самоубиство 1208. године.

## Биографија

### Успон на власт
Лав Згур је наследио свог оца, Теодора Згура, око 1198. године, као гувернер области Науплије и Арголиде, једног од округа познатих као орија, који је прикупљао порезе и обезбеђивао бродове за византијску морнарицу. Отприлике 1201/1202, када је побуна у Тесалији и Македонији коју су предводили Манојло Камица и Добромир Хрс одсекла јужну Грчку од Цариграда, на Пелопонезу је избило неколико устанака: Лав Чамарет је преузео контролу над Спартом, Монемвасију су мучили њени насилници, племићке породице. Сам Лав је искористио прилику да се успостави као независни владар, заузевши цитаделе Аргос и Коринт. Његово непријатељство према цркви, која је до тада виђена као „бранитељи традиционалног поретка“ по речима Мајкла Анголда, било је дубоко: епископ Науплиона је био затворен, док је епископ Коринта био позван на вечеру, ослепљен и бачен у смрт са Акрокоринта. Заиста, Згур је генерално представљен као насилан човек: у једном писму, Михаило Хонијат, епископ Атине, приповеда како је Згур на смрт претукао свог младог рођака који је испоручен као талац, само зато што је испустио чашу док је чекао за његовим столом.
Царска влада је послала мегас дукса, Михајла Стрифноса, да му се супротстави. Стрифнос је провео зиму 1201–1202 у Атини, али очигледно није био у стању да провери Згурову снагу. Убрзо након тога, док је византијска влада била заокупљена Четвртим крсташким походом, Згур је покренуо поморске нападе на Атину, тражећи помоћ од пиратских становника острва Саламине и Егине. Хонијат је апеловао на цареве министре Теодора Ејреника и Константина Торника, али узалуд. На крају је био принуђен да сам отпутује у Цариград у још једном безуспешном настојању да обезбеди помоћ. Вратио се и затекао Атину одсечену од главног града провинције, Тебе, од стране Згурових трупа.
Године 1203, пошто је Константинопољ био угрожен крсташима, Четвртог крсташког рата и упркос молбама епископа Михаила Хонијата, Згур је кренуо против Атине, тврдећи да су становници града скривали бегунца од правде. Његови људи су успели да заузму град, али су становници, предвођени епископом Хонијатом, наставили да пружају отпор са Акропоља упркос тешком бомбардовању опсадним машинама. Згур је напустио Акропољ под блокадом и након што је запалио Атину ушао је у Беотију. Теба је била на јуриш освојена, а Згур је кренуо даље у Тесалију. У близини Ларисе, наишао је на цара Алексија III Анђела, који је побегао од крсташког напада на Цариград. У замену за пружање заштите свргнутом владару, добио је руку Алексијеве треће кћери, принцезе Евдокије Анђели (њен трећи брак), и титулу деспота. Згур је био на добром путу да формира сопствену независну државу у јужној Грчкој, која је имала све шансе да постане, по речима средњовековног човека Џона Ван Антверпена Фајна, „трајна ствар“, све до доласка крсташа.

### Пораз и смрт
У јесен 1204. године, након што су заузели Константинопољ, крсташи под вођством Бонифација од Монферата умарширали су у Тесалију и кренули на југ. Згур се повукао пред супериорном крсташком војском. У почетку је планирао да пружи отпор у превоју Термопила, али се на крају повукао на Пелопонез, успостављајући одбрану на Коринтској превлаци. Бонифацијева војска је без отпора заузела Беотију и Атику и прекинула је опсаду Атине, где му је епископ Хонијат предао град. Први Бонифацијев напад на Згурову одбрану на Превлаци је одбијен, али је други пробио блокаду, и до пролећа 1205. контролисао је област североисточног Пелопонеза, док су му утврђени градови одолевали.
Сам Згур се повукао и био је блокиран у свом упоришту, добро утврђеној цитадели Акрокоринта, у опсади која је трајала пет година. Згуров отпор је био енергичан, са нападима који су узнемиравали опсаде. Да би појачали своју опсаду, Франци су изградили две утврде, једну на брду Пендескуфи и једну на источним прилазима. Према легенди, Згур је на крају очајавао, и 1208. године, скочио је са високих литица на свом коњу. Отпор је наставио извесни Теодор, али је на крају тврђава пала 1210. године, уклонивши један од последњих већих центара отпора против успостављања Франачке кнежевине Ахеје.